# Zhejiang
Zhejiang (chinesisch 浙江, Pinyin Zhèjiāng) ist eine Provinz der Volksrepublik China. Zhejiang liegt an der Küste zum Ostchinesischen Meer im Südosten Chinas. Die Hauptstadt von Zhejiang ist Hangzhou. Obwohl die Provinz seit dem 1. Oktober 1949 Teil der Volksrepublik China ist, wurde sie auch von den Behörden der Republik China, deren Regierung 1949 auf die Insel Taiwan geflohen war, bis 1955 als Provinz ihres Staates geführt. In diesem Jahr verlor die Republik China die Kontrolle über die Dachen- und Yijiangshan-Inseln Zhejiangs an die Volksrepublik.

## Geographie und Klima
Zhejiang liegt südlich des Jangtsekiang-Deltas im Südosten der Volksrepublik China und grenzt im Norden an Jiangsu und Shanghai, im Osten an das Ostchinesische Meer, im Süden an Fujian und im Westen an Jiangxi und Anhui. Zhejiang gehört zu den kleineren Provinzen Chinas mit einer Nord-Süd- und Ost-West-Ausdehnung von etwa 450 Kilometern, der Anteil Zhejiangs an der Gesamtfläche Chinas beträgt nur 1,1 %. Zhejiang ist in sechs Zonen gegliedert: eine Ebene im Norden, Hügelland im Westen, ein Becken um die Städte Jinhua und Quzhou, Bergland im Süden, das Hügelland an der Küste und die Inseln, die vor der Küste liegen.
Zhejiang hat ein komplexes Relief und ist trotz der Küstenlage eine gebirgige Provinz: Es sind 74,6 % der Fläche Gebirge, 20,3 % sind Becken und Ebenen und die verbleibenden 5,1 % sind Gewässer (Seen und Flüsse). Das Relief fällt von Südwesten nach Nordosten ab. Drei Bergketten erstrecken sich von Südwesten nach Nordosten über die Provinz. Das westliche Huaiyu-Gebirge reicht von der Grenze mit Jiangxi bis zum Tianmu Shan und Qianligang Shan. Die mittlere Bergkette besteht aus dem Xianxia Ling an der Grenze zu Fujian, dem Siming Shan, dem Kuaiji Shan, dem Tiantai Shan und der Inselgruppe um Zhoushan. Die östliche Kette umfasst den Donggong Shan an der Grenze zu Fujian, den Dayang Shan, Kuocang Shan, und den Yandangshan. Der mit 1929 Metern höchste Punkt der Provinz heißt Huangmaojian und liegt auf dem Gebiet der Stadt Longquan.
Die wichtigsten Flüsse der Provinz sind der Qiantang-Fluss, der auch „Zhe-Fluss“ genannt wird und damit der Provinz ihren Namen gab, der Ou Jiang, Ling Jiang, Tiao Xi, Yong Jiang, Feiyun Jiang, Ao Jiang und Caoe Jiang, darüber hinaus verlaufen Teile des Kaiserkanales durch die Provinz. Die vier größten natürlichen Seen von Zhejiang sind der Westsee bei Hangzhou, der Ostsee bei Shaoxing, der Zhejiang bei Jiaxing, der Dongqian Hu bei Ningbo. Darüber hinaus ist durch den Bau des Wasserkraftwerkes am Xin’an Jiang mit dem Qiandao Hu der größte Stausee der Provinz entstanden. Zhejiang ist die Provinz mit den meisten Inseln in China: Es gehören 2878 Inseln mit einer Fläche von mehr als 500 Quadratmetern zu Zhejiang, wovon 26 größer als 10 Quadratkilometer sind. Zhoushan ist mit knapp 503 Quadratkilometern nach Hainan und Chongming die drittgrößte Insel der Volksrepublik China.
Zhejiang hat ein subtropisches, warmes und feuchtes Klima mit vier Jahreszeiten. Die Durchschnittstemperaturen steigen von Norden nach Süden und liegen im Januar zwischen 2 und 8 °C, im Juli zwischen 27 und 30 °C und im Jahresdurchschnitt zwischen 15 und 18 °C. Die jährliche Niederschlagsmenge liegt zwischen 1100 und 2000 Millimetern, die jährliche Sonnenscheindauer zwischen 1100 und 2200 Stunden. Der meiste Niederschlag fällt in den Monaten Mai und Juni. Im Sommer und Herbst gibt es oft Taifune, am 10. August 2006 wurde die Provinz durch den Taifun Saomai schwer getroffen.

## Verwaltungsgliederung
Zhejiang setzte sich im Jahr 2020 auf der Bezirksebene aus zwei Unterprovinzstädten und neun bezirksfreien Städten zusammen. Auf der Kreisebene gab es 90 Verwaltungseinheiten: 20 kreisfreie Städte, 37 Stadtbezirke und 32 Kreise und einen autonomen Kreis. Auf Gemeindeebene gab es 1365 Verwaltungseinheiten: 488 Straßenviertel, 618 Großgemeinden, 245 Gemeinden und 14 Nationalitätengemeinden.
| Region                         | Chin.  | Hanyu pinyin   | Verwaltungs- sitz | Fläche (km²) | Einwohner (2020) |
| ------------------------------ | ------ | -------------- | ----------------- | ------------ | ---------------- |
| — Provinzunmittelbare Städte — |        |                |                   |              |                  |
| Hangzhou                       | 杭州市 | Hángzhōu Shì   | Jianggan          | 16.853,57    | 11.936.010       |
| Ningbo                         | 宁波市 | Níngbō Shì     | Yinzhou           | 9.365,58     | 9.404.283        |
| — Bezirksfreie Städte —        |        |                |                   |              |                  |
| Huzhou                         | 湖州市 | Húzhōu Shì     | Wuxing            | 5.820,13     | 3.367.579        |
| Jiaxing                        | 嘉兴市 | Jiāxīng Shì    | Nanhu             | 4.275,05     | 5.400.868        |
| Jinhua                         | 金华市 | Jīnhuá Shì     | Wucheng           | 10.941,42    | 7.050.683        |
| Lishui                         | 丽水市 | Líshuǐ Shì     | Liandu            | 17.298,00    | 2.507.396        |
| Quzhou                         | 衢州市 | Qúzhōu Shì     | Kecheng           | 8.844,79     | 2.276.184        |
| Shaoxing                       | 绍兴市 | Shàoxīng Shì   | Yuecheng          | 8.274,79     | 5.270.977        |
| Taizhou                        | 台州市 | Tāizhōu Shì    | Jiaojiang         | 10.083,39    | 6.622.888        |
| Wenzhou                        | 温州市 | Wēnzhōu Shì    | Lucheng           | 11.612,94    | 9.572.903        |
| Zhoushan                       | 舟山市 | Zhōushān Shì   | Dinghai           | 1.378,00     | 1.157.817        |
| Zhejiang                       | 浙江省 | Zhèjiāng Shěng | Hangzhou          | 104.300,00   | 64.567.588       |

### Größte Städte
Aufgrund der relativ hohen Urbanisierung hatte Zhejiang 2020 bereits 12 Millionenstädte. Die zehn größten Städte der Provinz mit Einwohnerzahlen der eigentlichen städtischen Siedlung auf dem Stand der Volkszählung 2020 sind die folgenden:
| Rang | Stadt    | Einwohnerzahl | Rang | Stadt   | Einwohnerzahl |
| 1    | Hangzhou | 9.236.032     | 6    | Yiwu    | 1.481.384     |
| 2    | Ningbo   | 3.731.203     | 7    | Cixi    | 1.457.510     |
| 3    | Wenzhou  | 2.582.017     | 8    | Jiaxing | 1.188.321     |
| 4    | Shaoxing | 2.333.080     | 9    | Huzhou  | 1.083.953     |
| 5    | Taizhou  | 1.485.502     | 10   | Jinhua  | 1.040.948     |

## Bevölkerung
| Jahr | Einwohnerzahl |
| ---- | ------------- |
| 1954 | 22.865.747    |
| 1964 | 28.318.573    |
| 1982 | 38.884.603    |
| 1990 | 41.446.015    |
| 2000 | 45.930.651    |
| 2010 | 54.426.891    |
| 2020 | 64.567.588    |

Die Bevölkerungszählung des Jahres 2020 ergab für Zhejiang eine ansässige Bevölkerung von 64.567.588 Einwohnern, was gegenüber der vorangegangenen Volkszählung im Jahr 2010 einen Zuwachs von 10.140.697 Personen (+ 18,63 %) bedeutete. Die ansässige Bevölkerung bestand zu 52,16 % aus Männern und 47,84 % aus Frauen. 6.598.465 Personen (72,17 %) lebten in Städten. Im Vergleich zur vorangegangenen Volkszählung stieg die Zahl der urbanen Bevölkerung um 13.048.256 Personen (+ 10,55 Prozentpunkte). Die gleiche Bevölkerungszählung ergab, dass 8.681.781 Personen unter 14 Jahren, 43.813.123 Personen zwischen 15 und 60 Jahren und 12.072.684 Personen über 60 Jahren in Zhejiang lebten.
Im Jahre 2010 lag die durchschnittliche Lebenserwartung bei 77,3 Jahren (Frauen: 80,2 Jahre, Männer: 75,6 Jahre), womit Zhejiang deutlich über dem Durchschnitt Chinas von 74,8 Jahren und hinter den regierungsunmittelbaren Städten die Provinz mit der höchsten Lebenserwartung ist.
Die Han-Chinesen machten 2020 mit 62.349.874 Personen (96,57 %) die große Mehrheit der Bevölkerung aus. 2.217.714 Personen (3,43 %) gehörten zu nationalen Minderheiten. Nach der Volkszählung des Jahres 2000 lebten 399.700 Vertreter von ethnischen Minderheiten in Zhejiang. Die bedeutendsten Gruppen waren die She (170.993 Personen), die Tujia (55.310 Personen), die Miao (53.418 Personen), die Buyi (21.457 Personen), die Hui (19.609 Personen), die Zhuang (18.998 Personen) und die Dong (17.960 Personen). Davon sind nur die She und die Hui vor der Errichtung der Volksrepublik in Zhejiang ansässig gewesen, die anderen Minderheiten kamen nach 1949 durch Migration in die Provinz. Die She siedeln vor allem im ländlichen Bereich von Wenzhou und Lishui. Zhejiang hat 18 Nationalitätengemeinden für die She-Minderheit, es gibt etwa 400 Dörfer, wo die She mindestens 30 % der Bevölkerung ausmachen.

## Wirtschaft
Im Jahr 2015 erwirtschaftete die Provinz ein BIP in Höhe von 4,29 Billionen Yuan (688 Milliarden US-Dollar), Platz 4 unter den Provinzen Chinas. Das BIP pro Kopf betrug 83.538 Yuan (12.577 US-Dollar/ KKP: 24.054 US-Dollar) pro Jahr (Rang 5 unter den chinesischen Verwaltungseinheiten). Das Wohlstandsniveau in der Provinz lag damit ungefähr auf dem Niveau von Chile und betrug 155 % des chinesischen Durchschnitts.
Das durchschnittliche Einkommen pro Kopf der städtischen Einwohner beträgt 18.265 RMB (2006) und belegt den 3. Platz seit 6 Jahren (hinter Shanghai und Peking).
Das durchschnittliche Einkommen pro Kopf der ländlichen Einwohner beträgt 7.335 RMB (2006) und belegt den 1. Platz seit 22 Jahren (auf Provinzebene).
Wichtigste Wirtschaftsstadt der Provinz und eine der reichsten Städte des Landes ist Hangzhou.

### Landwirtschaft
Zhejiang ist als das „Land der Fische und des Reises“ bekannt. Die Ebene im Norden der Provinz ist ein Zentrum der Landwirtschaft und der größte Produzent von Seide in China. Das Gebiet um Zhoushan ist das größte Fischereigebiet des Landes.
Reis ist das wichtigste landwirtschaftliche Produkt, gefolgt von Weizen, Mais und Süßkartoffeln. Angebaut werden auch Jute, Baumwolle, Raps und Zuckerrohr.

### Industrie
Wichtige Industriezweige sind die elektromechanische Industrie, Schiffbau, Textilien, Chemikalien, Nahrungsmittelverarbeitung und Baumaterialien.

### Verkehr

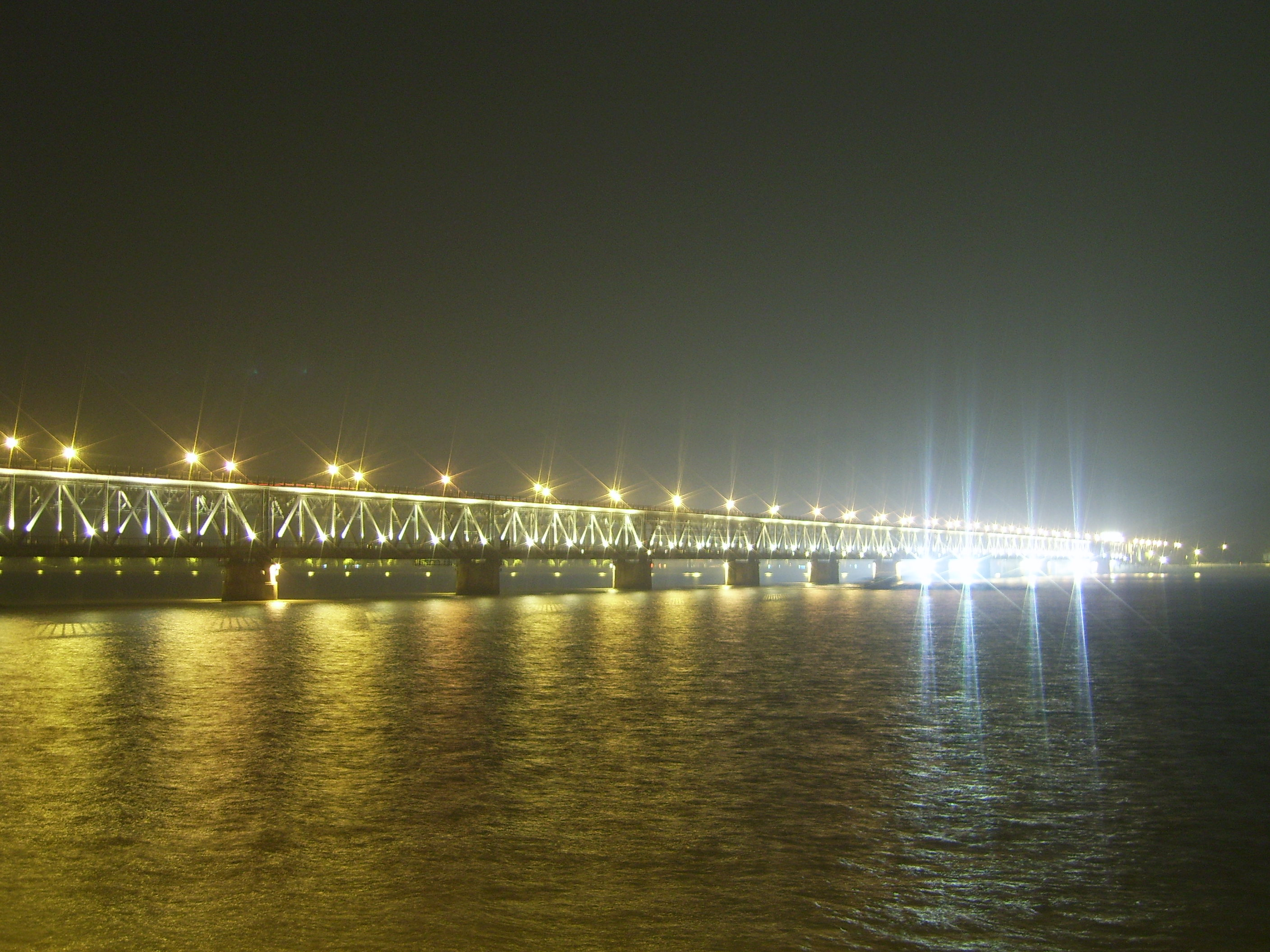
Qiantang-Brücke 钱塘江大桥

In Zhejiang gibt es mehrere Eisenbahnstrecken und ein dichtes Straßennetz.
Ningbo, Wenzhou, Taizhou und Zhoushan sind wichtige Häfen, von denen aus es vor allem viele Verbindungen nach Shanghai gibt.
Die 6-spurige Hangzhou-Brücke, die 95 km östlich über die große Hangzhou-Bucht führt, wurde am 1. Mai 2008 nach rund 10-jähriger Planungs- und Bauzeit eröffnet. Sie ist mit 35,673 km Länge die zweitlängste Überseebrücke der Welt. Damit verkürzt sich die Straßendistanz zwischen Shanghai und Ningbo um 120 km. Der Bau der Schrägseilkonstruktion begann im November 2003 und kostete 11,8 Mrd. Yuan (1,1 Mrd. Euro).

## Kultur
Die Hauptstadt Hangzhou ist mit dem Westsee (西湖), der Liuhe-Pagode, dem Grab von Yue Fei und dem Lingyin-Tempel das Zentrum des Tourismus in der Provinz. Weitere wichtige Ziele für Touristen sind:
- der Baoguo-Tempel, das älteste Holzbauwerk in Südchina (in der Nähe von Ningbo)
- Putuo, eine berühmte Insel, die chinesische Buddhisten in Verbindung mit Guanyin sehen
- der Qita-Tempel in Ningbo
- der Tiantai Shan, ein für den Tendai-Buddhismus und den Zen-Buddhismus bedeutender Berg und
- der Yandangshan, eine Bergregion überwiegend im Nordosten von Wenzhou
- seit 2007 werden auch die Freilichtmuseen von Wuzhen, insbesondere Wuzhen Xizha, international beworben.

Zhejiang ist Standort von zahlreichen Denkmälern der Volksrepublik China.